# Моулинг (национальный парк)
Моулинг (англ. Mouling National Park, хинди मोलिंग राष्ट्रीय उद्यान) — национальный парк на северо-востоке Индии, в штате Аруначал-Прадеш. Расположен преимущественно на территории округа Верхний Сианг, а также частично в округах Западный Сианг и Восточный Сианг. Основан в 1986 году.
Парк занимает территорию 483 км² и формирует западную часть биосферного заповедника Диханг-Дибанг. Рельеф парка — горный, высота территории над уровнем моря изменяется от 750 до 3064 м (высшая точка — пик Моулинг). Река Сийом протекает вдоль западной окраины парка, несколько небольших речек протекают вблизи восточной границы. Ближайшие к парку крупные города — Алонг и Пасигхат, расположены в 130 и 185 км соответственно. Территория парка довольно труднодоступна в связи с почти полным отсутствием дорог; ближайший аэродром находится в Алонге.
Территория парка отличается очень большим биологическим разнообразием. В связи с большим колебанием высот происходит значительная смена ландшафтов — от тропических лесов на небольших высотах до более умеренных лесов — в высокогорье. Из местной фауны можно отметить такина, горала, леопарда, тигра, мунтжаков, сероу и малую панду. В целом, ввиду труднодоступности, территория Моулинга почти не затронута деятельностью человека, хотя в некоторых районах имеются старые следы подсечно-огневого земледелия (особенно на севере и юго-востоке).